# The Fighter (2010)
The Fighter ist ein US-amerikanisches biografisches Sport-Drama aus dem Jahr 2010, welches auf dem Leben des ehemaligen Boxweltmeisters Micky Ward beruht. Der Film gewann bei der Oscarverleihung 2011 zwei Auszeichnungen in den Kategorien beste Nebendarstellerin und bester Nebendarsteller.

## Handlung
Micky Ward ist ein eher erfolgloser irisch-amerikanischer Boxer aus Lowell (Massachusetts). Er stammt aus der Arbeiterklasse und dort heißt es „anpacken“. So konzentriert er sich auf den Sport und verbringt jede freie Minute im Boxring. Seine Mutter Alice unterstützt Micky als Managerin und sein älterer Halbbruder Dicky Eklund trainiert ihn. Dicky, der einst selbst Boxer war und einen Knock Down während eines live von HBO übertragenen Kampfes gegen Sugar Ray Leonard landete, stieg unter dem Spitznamen The Pride of Lowell (englisch für Der Stolz von Lowell) zur lokalen Bekanntheit auf. Er hat jedoch Probleme mit Drogen. Dies hindert seine Mutter und ihn allerdings nicht daran, Micky immer wieder vorzuhalten und damit zu prahlen, wie berühmt Dicky einst in den 1980er Jahren war. Dickys Crack- und Kokain-Sucht wird dabei gerne verschwiegen. HBO filmt derweil eine Dokumentation über den einstigen Ruhm Dickys, wobei hier allerdings der Fokus auf dessen Abhängigkeit gelegt wird.
Während eines bevorstehenden Kampfes in Atlantic City (New Jersey) stellt sich heraus, dass sein ursprünglicher Gegner krank und dessen Ersatz 18 Pfund schwerer ist, wodurch er eigentlich in einer höheren Gewichtsklasse kämpfen müsste. Doch Dicky und Alice wollen die Gage nicht verlieren, weswegen sie trotz Mickys Vorbehalten versuchen ihn zu überzeugen, gegen ihn anzutreten. Aufgrund der körperlichen Überlegenheit des Gegners führt der Kampf jedoch zu einer schmerzlichen Niederlage. Gepeinigt von dieser Niederlage und frustriert wegen seiner Karriere sowie der ständigen Vorhaltungen durch seine Familie, zieht sich Micky zurück. In einer Bar lernte er vor dem Kampf die junge Charlene kennen, die einst selbst auf dem College Sport trieb und nun Barkeeperin ist. Beide kommen sich näher und verbringen Zeit miteinander.
Nach einigen Wochen arrangiert seine Mutter Alice einen neuen Kampf für ihren Sohn. Doch dieser zweifelt immer noch an seinem Können und seinen Siegchancen. Wegen dieser ernsthaften Bedenken geben Alice und ihre Familie Charlene für diesen Mangel an Motivation die Schuld. Währenddessen erhält Micky ein Angebot für ein bezahltes Training aus Las Vegas. Als er Dicky davon erzählt, lehnt dieser mit der Begründung ab, er könne so nicht mit der Familie trainieren und leben. Um an Geld zu gelangen, versucht Dicky seine Freundin als Prostituierte anzubieten, während er als falscher Polizist das Auto der möglichen Freier beschlagnahmen möchte. Das Vorhaben scheitert, denn die echte Polizei erwischt sie dabei. Nach einer Verfolgungsjagd und einem anschließenden Kampf gegen die Staatsmacht, versucht Micky sich während der Festnahme einzumischen und die Polizisten davon abzuhalten, Dicky zu schlagen. Während des Kampfes wird er von Polizisten ergriffen, an ein Auto gepresst, und ein Polizist schlägt mehrmals mit dem Schlagstock auf seine rechte Hand. Sowohl Micky als auch Dicky werden verhaftet. Während ersterer freigelassen wird, wird letzterer zu einer Gefängnisstrafe verurteilt. Micky gibt Dicky für diesen von ihm verursachten Ärger die Schuld. Es dauert noch sehr lange und es kostet Micky viel Überwindung, bis die gebrochene Hand wieder kampffähig wird.
Es ist 1995 und Dicky sitzt weiterhin im Knast. Nicht zuletzt in Anbetracht der über ihn gedrehten Dokumentation High on Crack Street: Lost Lives in Lowell muss er reflektieren, was aus seinem Leben geworden ist. Er ist entsetzt darüber, wie ihn seine Drogensucht verändert hat und versucht im Gefängnis, sein Leben in den Griff zu bekommen. Er beginnt wieder mit dem Boxtraining, genau wie Micky. Dieses Mal wird Micky von seinem Vater betreut, der die Ansicht vertritt, dass sowohl dessen Mutter als auch dessen Halbbruder einen schlechten Einfluss auf ihn ausgeübt hätten. Er versammelt ein neues Trainingsteam um seinen Sohn und knüpft Kontakt zu einem neuen Manager, der sich aber nur dazu bereit erklärt, wenn Micky darauf verzichtet, dass Alice und Dicky sich erneut in sein Boxgeschäft einmischen dürfen. Sie arrangieren einen Aufbaukampf, damit Micky wieder etwas Selbstvertrauen gewinnt. Ihm wird sogar ein größerer Kampf gegen einen bisher ungeschlagenen Boxer in Aussicht gestellt. Als er Dicky dies bei einem seiner Gefängnisbesuche erzählt, versucht dieser ihm sofort Tipps für den Kampf zu geben. Doch Micky traut ihm nicht, glaubt er doch immer noch, Dicky sei ein selbstsüchtiger Egoist, der an seiner alten Karriere hänge. Während des Kampfes ist Micky bereits von Anfang an überfordert. Allerdings erinnert er sich an die Ratschläge seines Bruders und ändert seine Strategie, wodurch er nicht nur den Kampf gewinnt, sondern sogar den Titelkampf, der eigentlich eher für seinen Kontrahenten ausgemacht war.
Als Dicky aus dem Gefängnis entlassen wird, holt ihn seine Mutter ab und beide besuchen Micky. Im Glauben, dass er ihn immer noch trainieren dürfe, ist er wie vom Schlag getroffen, als Micky ihm erzählt, laut Vereinbarung nur noch mit seinem aktuellen Team arbeiten zu dürfen. In einem anschließenden Streit wird Micky von beiden Seiten der Familie für die jetzige Situation beschuldigt. Sein Trainer und Charlene verlassen ihn daraufhin angewidert, während Dicky flüchtet, um möglicherweise wieder einen Rausch zu erleben. Auch Alice versucht Micky Schuldgefühle einzureden, doch dieser gibt seiner Mutter die Schuld, sich Dicky gegenüber besser verhalten zu haben als gegenüber ihm selbst. Dieser ist gerade unterwegs zu seiner alten Crackvergangenheit, um sich von ihr zu verabschieden. Anschließend wendet er sich Charlene zu und überzeugt sie davon, dass Micky seine gesamte Familie brauche, um richtig boxen zu können. Sie müssten also kooperieren. Es gelingt ihm, alle Personen zusammenzuführen und gemeinsam zum Titelkampf nach London zu fliegen. Aus diesem geht Micky als Sieger hervor.
Der Film springt daraufhin einige Jahre nach vorne. Dicky erzählt dabei, dass Micky allein sein Schicksal und somit den Erfolg in der Hand hatte.

## Soundtrack
Alle Titel des Soundtrack wurden von dem kanadischen Musiker und Gitarristen Michael Brook komponiert und eingespielt. Dieser zeigte sich unter anderem auch für den Soundtrack von Filmen wie Into the Wild oder Vielleicht lieber morgen verantwortlich.
| Nr. | Titel                             | Länge |
| --- | --------------------------------- | ----- |
| 1.  | On the Couch                      | 1:13  |
| 2.  | First Kiss                        | 1:12  |
| 3.  | Not Going to Help                 | 1:01  |
| 4.  | Hand Beating                      | 1:11  |
| 5.  | Jail                              | 1:45  |
| 6.  | Detox                             | 0:55  |
| 7.  | He Slipped                        | 1:55  |
| 8.  | It’s My Life                      | 2:23  |
| 9.  | Ladies Day Out                    | 1:09  |
| 10. | Ward vs. Sanchez                  | 2:05  |
| 11. | Dickie Released                   | 1:56  |
| 12. | Mickey Fires Dickie               | 1:16  |
| 13. | Cakewalk                          | 2:01  |
| 14. | Ward vs. Neary                    | 5:10  |
| 15. | Close Credit Alt. (Bonus Version) | 1:06  |

## Kritiken
Der Film erhielt positive bis überragende Kritiken. So zählte die Internetseite Rotten Tomatoes von 253 gewerteten professionellen Kritiken 229 positive, was einem Wert von 91 % entspricht. Auch vom breiten Publikum mit sehr positiven Reaktionen aufgenommen, denn gleichzeitig werteten 89 % der über 100.000 User den Film positiv. Dies wiederum wird vom Onlinefilmarchiv IMDb, einer weiteren Plattform, auf der normale Benutzer Filme bewerten können, bestätigt, denn dort gaben rund 358.000 Benutzer dem Film durchschnittlich 7,8 von 10 möglichen Punkten.

„Der Film beleuchtet vor allem die Herkunft des Boxers aus einem proletarischen Milieu und das schwierige Verhältnis zu dessen Familie als Motivation für den kämpferischen Ehrgeiz. Dank des überzeugend zurückhaltend agierenden Hauptdarstellers ein eindrucksvolles Porträt, das sich mit agiler Handkamera und authentischen Schauplätzen um Realitätsnähe bemüht. Die Frauenfiguren werden dabei allerdings überzeichnet.“

“The best sports movie of the decade – and one of the best since Martin Scorsese backlit Robert De Niro’s Jake LaMotta in Raging Bull 30 years ago.”

„Der beste Sportfilm des Jahrzehnts – und einer der besten seitdem Martin Scorsese Robert De Niros Jake LaMotta in Wie ein wilder Stier 30 Jahre zuvor in Szene setzte.“

„Mitreißend sind neben einer lebendigen Milieuschilderung auch die Boxszenen – gerade weil Russell ohne Pathos und Überhöhung auskommt. Er ließ sie zum Teil betont sachlich von einem TV-Kamerateam einfangen. Ihre Emotionalität erhalten die Fights allein aus der ihnen innewohnenden Dramatik.“

## Veröffentlichung
Nachdem der Film in den Vereinigten Staaten bereits am 10. Dezember 2010 gestartet war, startete er in Deutschland am 7. April 2011.
Der Film konnte bei einem Budget von 25 Mio. US-Dollar weltweite Einnahmen von 129 Mio. US-Dollar einspielen, davon 93 Mio. US-Dollar in den Vereinigten Staaten. In Deutschland hatte er 2011 116.402 Kinobesucher. (Stand: 20. Oktober 2011)

## Auszeichnungen
Oscar 2011
- Nominierung in der Kategorie Bester Film für David Hoberman, Todd Lieberman und Mark Wahlberg
- Nominierung in der Kategorie Beste Regie für David O. Russell
- Nominierung in der Kategorie Bestes Originaldrehbuch für Scott Silver, Paul Tamasy, Eric Johnson und Keith Dorrington
- Auszeichnung in der Kategorie Bester Nebendarsteller für Christian Bale
- Auszeichnung in der Kategorie Beste Nebendarstellerin für Melissa Leo
- Nominierung in der Kategorie Beste Nebendarstellerin für Amy Adams
- Nominierung in der Kategorie Bester Schnitt für Pamela Martin

Golden Globe Awards 2011
- Nominierung in der Kategorie Bester Film – Drama für David Hoberman, Todd Lieberman und Mark Wahlberg
- Nominierung in der Kategorie Beste Regie für David O. Russell
- Nominierung in der Kategorie Bester Hauptdarsteller – Drama für Mark Wahlberg
- Auszeichnung in der Kategorie Bester Nebendarsteller für Christian Bale
- Auszeichnung in der Kategorie Beste Nebendarstellerin für Melissa Leo
- Nominierung in der Kategorie Beste Nebendarstellerin für Amy Adams

British Academy Film Awards 2011
- Nominierung in der Kategorie Bestes Originaldrehbuch für Scott Silver, Paul Tamasy, Eric Johnson und Keith Dorrington
- Nominierung in der Kategorie Bester Nebendarsteller für Christian Bale
- Nominierung in der Kategorie Beste Nebendarstellerin für Melissa Leo

Screen Actors Guild Awards 2011
- Nominierung in der Kategorie Bestes Schauspielensemble für Christian Bale, Jack McGee, Melissa Leo, Amy Adams und Mark Wahlberg
- Auszeichnung in der Kategorie Bester Nebendarsteller für Christian Bale
- Auszeichnung in der Kategorie Beste Nebendarstellerin für Melissa Leo
- Nominierung in der Kategorie Beste Nebendarstellerin für Amy Adams

Writers Guild of America Award 2011
- Nominierung in der Kategorie Bestes Originaldrehbuch für Scott Silver, Paul Tamasy, Eric Johnson und Keith Dorrington

Satellite Awards 2010
- Auszeichnung in der Kategorie Bester Nebendarsteller für Christian Bale
- Nominierung in der Kategorie Beste Nebendarstellerin für Amy Adams

MTV Movie Awards 2011
- Nominierung in der Kategorie Bester Kampf (Charlene vs. the Ward/Eklund Schwestern)